# Cynochloris macivorii
Cynochloris macivorii är en gräsart som beskrevs av Clifford och Everist. Cynochloris macivorii ingår i släktet Cynochloris, och familjen gräs.
Artens utbredningsområde är Queensland. Inga underarter finns listade i Catalogue of Life.